# Synopeas luzonicum
Synopeas luzonicum är en stekelart som först beskrevs av William Harris Ashmead 1905.  Synopeas luzonicum ingår i släktet Synopeas och familjen gallmyggesteklar. Inga underarter finns listade i Catalogue of Life.